# Cephalelus infumatus
Cephalelus infumatus är en insektsart som beskrevs av Achille Rémy Percheron 1832. Cephalelus infumatus ingår i släktet Cephalelus och familjen dvärgstritar. Inga underarter finns listade i Catalogue of Life.